# 7131 Longtom
7131 Longtom (1992 YL) là một tiểu hành tinh vành đai chính được phát hiện ngày 23 tháng 12 năm 1992 bởi A. Natori và T. Urata ở Trạm quan sát JCPM Yakiimo.